# Burst (rockband)
Burst är ett rockband som uppstod ur Dislars kvarlevor. De utvecklades under 1990-talet i Kristinehamn. Bandet skrev kontrakt med amerikanska Relapse Records 2003. Medlemmarna, numera utspridda nationellt och internationellt, sammanställde sitt senaste album Lazarus Bird under våren 2008, varefter det släpptes på den amerikanska marknaden 16 september samma år. Bandet tillkännagav den 30 juli 2009 att de bestämt sig för att splittras när deras då pågående höstturné i USA avslutats.

## P3 Guld
Den 4 december 2008 tillkännagavs Burst som en av de nominerade till årets P3 Guld-utmärkelse i kategorin "Bästa Rock/Metal 2009".

## Medlemmar
Senaste melemmar
- Linus Jägerskog – sång (1993–2009)
- Jesper Liveröd – basgitarr, sång (1993–2009)
- Patrik Hultin – trummor (1993–2009)
- Jonas Rydberg – gitarr, sång (1999–2009)
- Robert Reinholtz – gitarr, sång (1999–2009)

Tidigare medlemmar
- Niklas Lundgren	– gitarr (1993–1997)
- Ronnie Källback	– sång (1993–1996)
- Mats Johansson – gitarr (1997–1999)

## Diskografi
Demo
- 2001 – Promo 2001

Studioalbum
- 1998 – Two-Faced
- 2000 – Conquest: Writhe
- 2003 – Prey on Life
- 2005 – Origo
- 2008 – Lazarus Bird

EP
- 1995 – Burst
- 1996 – Shadowcaster
- 2002 – In Coveting Ways

Samlingsalbum
- 2003 – In Coveting Ways & Conquest: Writhe

Annat
- 1998 – Lash Out / Burst (delad 7" vinyl)
- 2003 – "Forlani" / "Sculpt the Lives" (delad 7" vinyl: Burnt by the Sun / Burst)
- 2008 – Burst / The Ocean (delad 7" vinyl)